# Emma Blain
Emma Blain (ur. 11 września 1980) – irlandzka dziennikarka i polityczka, od 2024 roku 357. burmistrzyni Dublinu.

## Biografia
Dorastała w dzielnicy Rathmines w Dublinie, jej ojciec, Sydney, był dyrektorem Church of Ireland College of Education. Uczyła się w Wesley College w Dublinie, ukończyła studia magisterskie z zakresu politologii na University College Dublin.
Po studiach pracowała jako dziennikarka w Sunday Independent, pisała także do The Herald, IMAGE Business i Irish Tatler. We wrześniu 2020 roku została redaktorką naczelną chrześcijańskiego miesięcznika The Church of Ireland Gazette.

### Działalność polityczna
Działała w młodzieżówce Fine Gael – Young Fine Gael, następnie dołączyła do partii. W 2016 roku została radną hrabstwa Dún Laoghaire-Rathdown, zastępując Neale'a Richmonda, który zrezygnował z mandatu w wyniku wyboru do izby wyższej parlamentu. W styczniu 2020 roku została zastępczynią członka w Europejskim Komitecie Regionów, gdzie dołączyła do frakcji Europejskiej Partii Ludowej. W marcu tego samego roku bezskutecznie kandydowała do Seanad Éireann.
W październiku 2024 roku została pełnym członkiem Europejskiego Komitetu Regionów. W wyborach powszechnych w tym samym roku bezskutecznie kandydowała do Dáil Éireann z okręgu Dublin Bay South, uzyskała 5177 głosów. 18 grudnia została wybrana 357. burmistrzynią Dublinu.

## Życie prywatne
Wyszła za mąż za Andrew, ma dwójkę dzieci – Huntera i Tilly.